# Buchhorst
Buchhorst er en kommune i det nordlige Tyskland, beliggende i Amt Lütau i den sydøstlige del af Kreis Herzogtum Lauenburg. Kreis Herzogtum Lauenburg ligger i delstaten Slesvig-Holsten.

## Geografi
Buchhorst ligger lige nord for Lauenburg og grænser mod øst til Elbe-Lübeck-Kanal.